# Paul de la Barthe, seigneur de Thermes

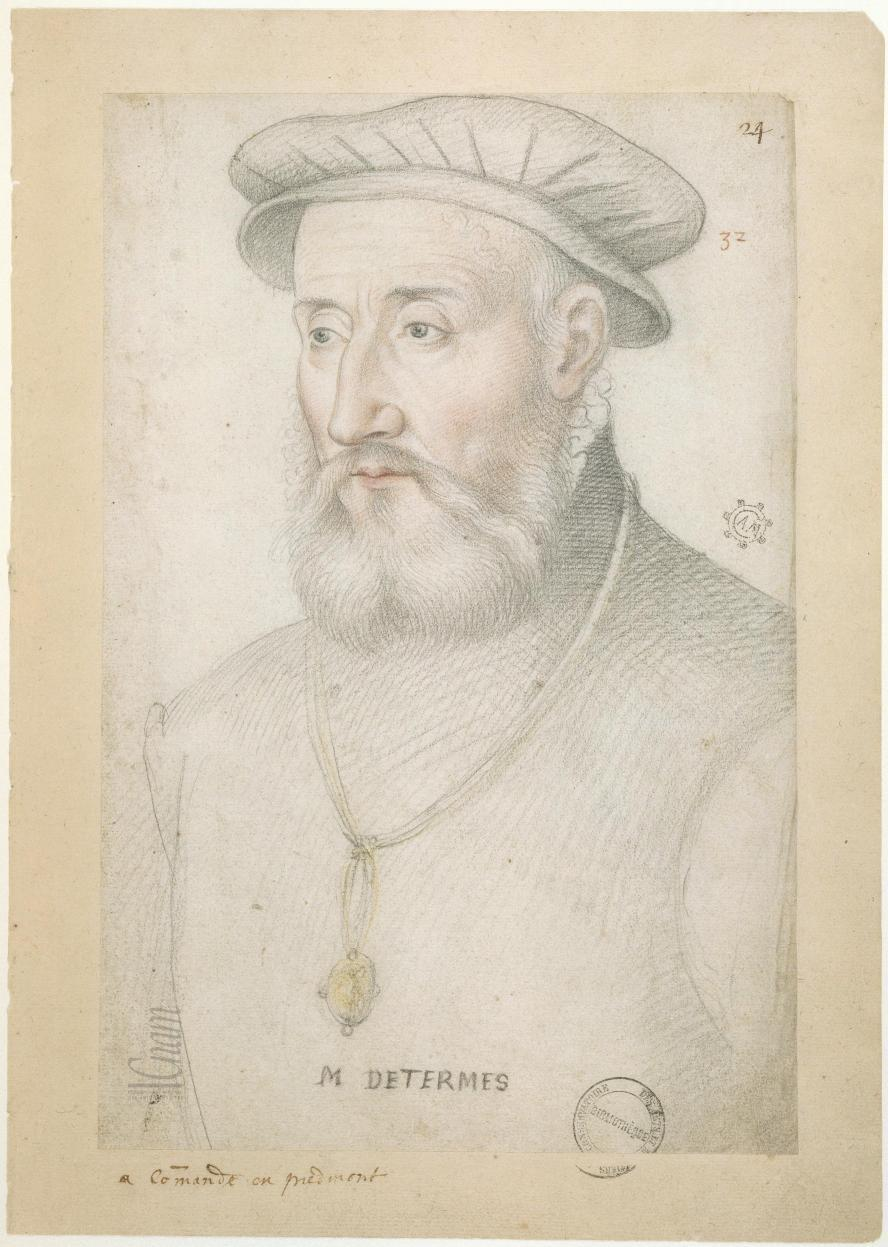
Paul de la Barthe, gemalt von François Clouet (1554)

Paul de la Barthe, seigneur de Thermes (* 1482 in Bordeaux; † 6. Mai 1562 in Paris) war ein französischer Heerführer und Marschall von Frankreich.

## Leben
La Barthe stammte aus einem alten Adelsgeschlecht in der Gascogne. Er zeichnete sich zum ersten Mal während der Belagerung von Neapel (1528) aus. Danach wurde er von islamischen Seeräubern gefangen genommen, jedoch gegen Lösegeld freigegeben. 1544 geriet er in Ceresole Alba erneut in Gefangenschaft.
In den Anglo-Schottischen Kriegen kämpfte er 1549 auf Seiten Schottlands gegen England und trug mit James Hamilton, 2. Earl of Arran, zur Befreiung der Stadt Haddington bei.
La Barthe verteidigte Parma 1550 gegen die kaiserliche Armee. Mit dem Architetto della Repubblica di Siena, Giovanni Battista Pelori, entwarf er 1552–1553 die Pläne zur Verteidigung des nördlichen Teils der Stadtmauern von Siena. Hier wurde die Stellung Castellaccia nahe der Porta Camollia ausgebaut.
La Barthe, der sich erst im Alter von 75 Jahren zurückzog, neigte bei seiner Kriegsführung zeitweise zum Leichtsinn, was in seiner letzten Schlacht bei Gravelines (1558) zur Niederlage geführt hatte. Im gleichen Jahr wurde er unter dem französischen König Heinrich II. zum Marschall von Frankreich (frz. Maréchal de France) ernannt und 1559 zum Militärgouverneur von Paris.